# Пирдопско
 Тази статия е за историко-географската област.  За общината вижте Пирдоп (община).  
Пирдопско, наричано също Златишко, е историко-географска област в Западна България, около град Пирдоп.
Територията ѝ съвпада приблизително с някогашната Златишка, а след това Пирдопска околия – днешните общини Пирдоп, Златица, Копривщица, Челопеч, Мирково, Антон и Чавдар, заедно със селата Горно Камарци, Долно Камарци и Стъргел в община Горна Малина. Разположена е в Златишко-Пирдопската котловина и по съседните планини. Граничи с Ботевградско и Тетевенско на север, Карловско на изток, Пловдивско и Панагюрско на юг и Елинпелинско на запад.